# بندكت فيتزجيرالد
بندكت فيتزجيرالد (بالإنجليزية: Benedict Fitzgerald)‏ هو كاتب سيناريو أمريكي، ولد في 1949.

## وصلات خارجية
- بندكت فيتزجيرالد على موقع IMDb (الإنجليزية)
- بندكت فيتزجيرالد على موقع قاعدة بيانات الفيلم (الإنجليزية)